# 레이디스 나잇 (2017년 영화)
《레이디스 나잇》(영어: Rough Night, 일부 국가 제목은 영어: Girls' Night Out)은 미국에서 제작된 2017년 코미디 영화이다. 루치아 아니엘로가 연출, 공동 각본, 제작을 맡고, 스칼릿 조핸슨 등이 출연하였다.
이 영화는 2017년 6월 16일 미국에서 소니 픽처스 릴리싱에 의해 개봉되었으며, 제작비는 약 2,600만 달러이고, 전 세계 수익은 4,700만 달러이다.

## 출연진
- 스칼릿 조핸슨
- 질리언 벨
- 케이트 매키넌
- 일라나 글레이저
- 조이 크래비츠
- 폴 W. 다운스
- 더미 무어
- 타이 버렐
- 라이언 쿠퍼
- 콜턴 헤인스
- 딘 윈터스
- 엔리케 머시아노
- 보 버넘
- 에릭 안드레이
- 하산 미나지
- 패트릭 칼라일
- 카란 소니
- 피터 프랜시스 제임스
- 내털리 골드 (크레디트 미기재)

## 기타 제작진
- 총괄 제작: 매슈 허시
- 의상: 리아 캐츠넬슨

## 같이 보기
- 베니의 주말
- 베리 배드 씽